# La Nouaille
La Nouaille är en kommun i departementet Creuse i regionen Nouvelle-Aquitaine i de centrala delarna av Frankrike. Kommunen ligger i kantonen Gentioux-Pigerolles som tillhör arrondissementet Aubusson. År 2022 hade La Nouaille 228 invånare.

## Befolkningsutveckling
Antalet invånare i kommunen La Nouaille
Referens:INSEE